# Notosetia aoteana
Notosetia aoteana es una especie de molusco gasterópodo de la familia Rissoidae.

## Distribución geográfica
Se encuentra  en Nueva Zelanda.